# 定位圈
定位圈是設置在望遠鏡的赤道儀式架台上的裝置，這是與星圖或星曆表上常用的赤道座標一樣的天球座標系統，可以協助尋找在天空中的目標天體。

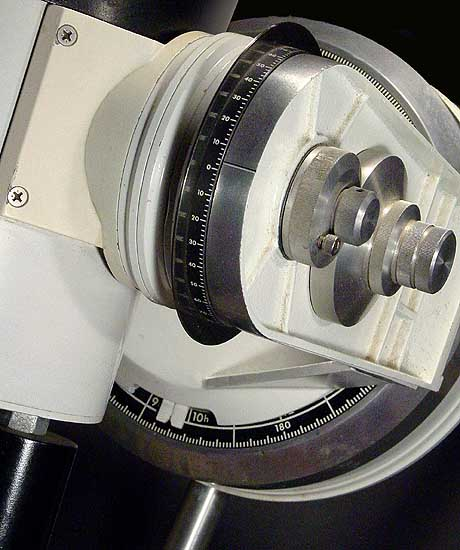
在望遠鏡的赤道儀式架台上的定位圈。

## 說明
定位圈由兩個附有赤經和赤緯刻度的圓環組成，赤經環的刻度是時、分、秒，赤緯環的刻度是度、分、秒。因為赤經環需要固定對應於天球上的赤經，所以需要使用來機械裝置驅動與恆星時同步。找出天球上的天體，就如同使用地圖上的經度和緯度。有時赤經圈上會有兩組刻度，一組在北半球使用，另一組在南半球使用。

## 應用

### 研究用的望遠鏡
在歷史上，定位圈的設置與光學系統相互競爭，在結構上也是一樣的困難，製做一套定位圈需要很精確的分割引擎。當與游標尺結合時，定位圈通常也需要很大的直徑，才能讓望遠鏡的指向精度達到弧分的準確性。在20世紀，絕大多數研究用望遠鏡的定位圈都被電子化的編碼器取代了。

### 便於攜帶的望遠鏡
在業餘天文學，在一架便於攜帶的望遠鏡上設置定位圈需要： 
- 極點校準 — 任何一架望遠鏡都需要與北天極或南天極對準。北天極可以利用北極星粗略的校準，南天極則可以利用南極座σ 粗略的校準。
- 設定赤經 — 在校準好極點以後，觀測者必須利用計算機或已經同步好恆星時的裝置設置好赤經圈。

望遠鏡的指向精度是很難達到毫無偏差的，有些誤差的來源是：
1. 北極沒有精確的校準
2. 三腳架沒有調整水平
3. 光學的鏡筒沒有與赤緯軸垂直
4. 赤經軸與赤緯軸沒有相互垂直
5. 在設置時轉錯了定位圈
6. 讀錯了定位圈的數值

把這些誤差加起來，望遠鏡就可能指向離期望目標很遠的地方。他們也是難以控制的；例如，常被用來對準北天極的北極星，她與北天極的實際距離超過了0.5度（正確的數值是0.7度）。同樣的，即使是最精細的定位圈，刻度也很難達到1度的精密度，這使數值很難被正確的讀出，更何況是在漆黑的夜晚。但沒有避光學鏡筒沒有垂直於赤緯軸，或是赤緯軸與赤經軸沒有互相垂直更糟的情況，因為這需問題會導致根本無法固定住要觀測的目標。
儘管定位圈有如此多的不確定性，但大致上可以給出期望觀測對象的概略座標，然後可以利用星圖做必要的修正。另一種可行的方法是，先將望遠鏡指向最鄰近目標的一顆亮星，並將定位圈調至這顆亮星的座標。然後，依據定位圈適當的調整望遠鏡置指向目標的座標上。定位圈也可以修正配合牽星法（star hopping，或稱逼近法）一起來使用，觀測者先將望遠鏡對準一個已知的天體，然後利用定位圈移動設定好的赤經距離或赤緯距離，將望遠鏡對象期望的目標。

## 數位定位圈
數位式定位圈（DSC，Digital setting circles）需要在兩個軸上各設一組轉輪編碼器和數字式的讀取裝置。不僅能夠直接以數字精確的顯示出望遠鏡所對準的方向，而且在黑夜還更容易讀取。在與微計算機結合之後，還能為觀測者提供巨大的資料庫，進而引導觀測者正確的對準觀測的目標。
相對於GoTo望遠鏡的架台，只單獨裝配DSC的架台有有時會被稱為"PUSH TO"架台。

## 外部連結
- Sky & Telescope article on the use of setting circles[]
- Accurate polar alignment（页面存档备份，存于）